# Ober-Prokurator
Der Ober-Prokurator (russisch Обер-прокурор, wiss. Transliteration Ober-prokuror) war der höchste russische Staatsbeamte, der die Angelegenheiten der Orthodoxen Kirche in Russland vonseiten des Staates verwaltete, und von 1722 bis 1917 Vorsitzender des Heiligsten Synods.

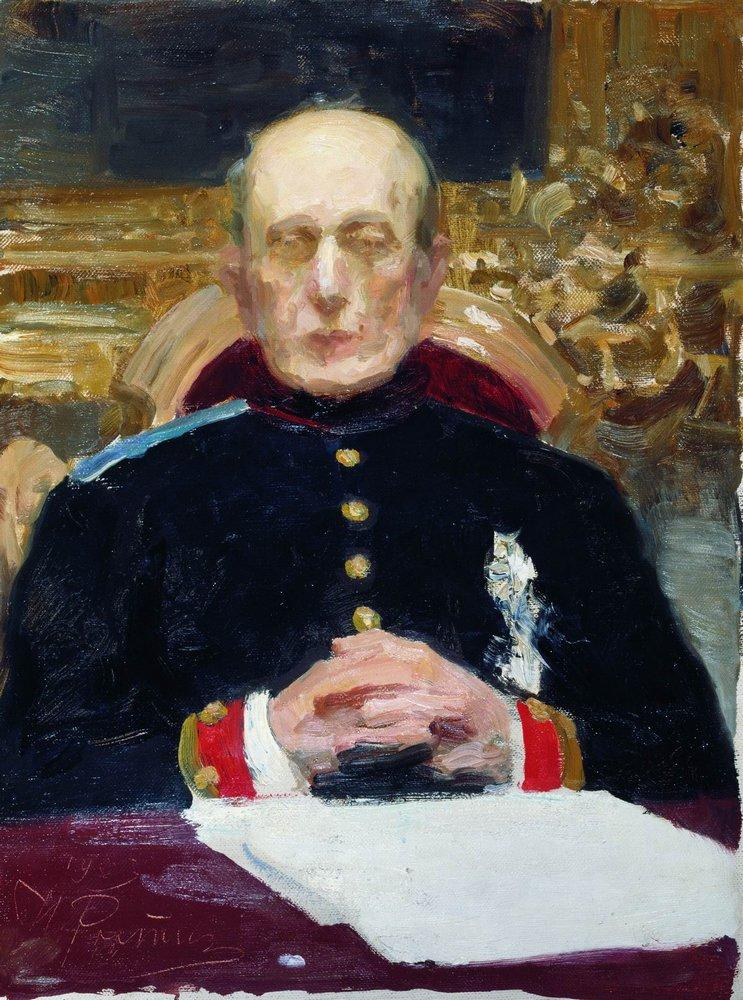
Konstantin Petrowitsch Pobedonoszew (1827–1907), Porträt von Ilja Repin

Das Amt wurde 1722 von Peter dem Großen als Ausdruck seines Wunsches eingerichtet, die orthodoxe Kirche vollständig an den Staat und seine Interessen zu binden. Zwischen 1726 und 1741 wurde das Amt jedoch nicht besetzt. Im Laufe des 18. und frühen 19. Jahrhunderts änderten sich die Befugnisse und der Status des Prokurators; zur Zeit der Regierungsreformen Alexanders I. war der Oberprokurator direkt dem Monarchen unterstellt, später, 1817, wurde er dem neu geschaffenen Volksbildungsministerium (geistliche Angelegenheiten: 1817–1824) unterstellt. Ab 1836 erhielt der Oberprokurator praktisch die Befugnisse eines Ministers für russische Kirchenangelegenheiten.
Einer der politisch einflussreichsten Oberprokuratoren war Konstantin P. Pobedonoszew in den Jahren 1880–1905. 

## Liste der Oberprokuratoren des Heiligsten regierenden Synods
- 1722–1725 Iwan Wassiljewitsch Boltin
- 1725–1730 Alexei Petrowitsch Baskakow
- 1730–1740 keine Ernennungen
- 1740–1741 Nikita Semjonowitsch Kretschetnikow
- 1741–1753 Jakow Petrowitsch Schachowskoi
- 1753–1758 Afanassi Iwanowitsch Lwow
- 1758–1763 Alexei Semjonowitsch Koslowski
- 1763–1768 Iwan Iwanowitsch Melissino
- 1768–1774 Pjotr Petrowitsch Tschebyschow
- 1774–1786 Sergei Wassiljewitsch Aktschurin
- 1786–1791 Apollos Iwanowitsch Naumow
- 1791–1797 Alexei Iwanowitsch Mussin-Puschkin
- 1797–1799 Wassili Alexejewitsch Chowanski
- 1799–1802 Dmitri Iwanowitsch Chwostow
- 1802–1803 Alexander Alexejewitsch Jakowlew
- 1803–1817 Alexander Nikolajewitsch Golizyn
- 1817–1833 Pjotr Sergejewitsch Meschtscherski
- 1833–1836 Stepan Dmitrijewitsch Netschajew
- 1836–1855 Nikolai Alexandrowitsch Protassow
- 1855–1856 Alexander Iwanowitsch Karassewski
- 1856–1862 Alexander Petrowitsch Tolstoi
- 1862–1865 Alexei Petrowitsch Achmatow
- 1865–1880 Dmitri Andrejewitsch Tolstoi
- 1880–1905 Konstantin Petrowitsch Pobedonoszew
- 1905–1906 Alexei Dmitrijewitsch Obolenski
- 1906–1906 Alexei Alexandrowitsch Schirinski-Schichmatow
- 1906–1909 Pjotr Petrowitsch Iswolski
- 1909–1911 Sergei Michailowitsch Lukjanow
- 1911–1915 Wladimir Karlowitsch Sabler
- 1915–1915 Alexander Dmitrijewitsch Samarin
- 1915–1916 Alexander Nikolajewitsch Wolschin
- 1916–1917 Nikolai Pawlowitsch Rajew
- 1917–1917 Wladimir Nikolajewitsch Lwow
- 1917–1917 Anton Wladimirowitsch Kartaschow